# 4 marzo e altre storie
4 marzo e altre storie è la prima raccolta di canzoni del cantautore Lucio Dalla, pubblicata nel 1976, durante il periodo di collaborazione con il poeta Roberto Roversi. Tutte le canzoni appartengono al periodo precedente la collaborazione con Roversi, eccezion fatta per Pezzo zero, presente nell'album Il giorno aveva cinque teste.
Questo disco risulta essere il primo in cui compaiono insieme i due cavalli di battaglia sanremesi: 4/3/43 e Piazza Grande. Nella raccolta è presente anche Sulla rotta di Cristoforo Colombo, canzone scritta con Edoardo De Angelis e pubblicata come Piazza Grande, anni prima, solo su 45 giri.

## Tracce
1. Sylvie - 3:13
2. Piazza Grande - 3:16
3. Itaca - 4:07
4. La casa in riva al mare: 3:54
5. Paff... bum - 2:20
6. 4/3/1943 - 3:40
7. Un uomo come me - 3:40
8. Anna Bellanna - 3:20
9. Pezzo zero - 2:55
10. Sulla rotta di Cristoforo Colombo - 3:37

## Formazione
- Lucio Dalla – voce, pianoforte, sassofono, tastiera, cori, clarinetto
- Beppe Barlozzari – chitarra, voce
- Giorgio Lecardi – chitarra, batteria
- Bruno Cabassi – organo, tastiera
- Emanuele Ardemagni – basso
- Renzo Fontanella – violino, flauto, basso
- 4 + 4 di Nora Orlandi - cori
- Cantori Moderni di Alessandroni - cori
- Coro popolare - cori
- Luciano Ciccaglioni – chitarra acustica, chitarra elettrica
- Piero Ricci – basso
- Massimo Buzzi – batteria
- Toto Torquati – tastiera
- Ruggero Cini – tastiera